# Jan Kerouac
Jan Kerouac (Albany (New York), 16 februari 1952 – Albuquerque, 5 juni 1996) was een Amerikaans schrijfster.
Jan Kerouac was de dochter van schrijver Jack Kerouac en zijn tweede vrouw Joan Haverty. Haar ouders waren reeds voor haar geboorte uit elkaar gegaan en haar vader weigerde zijn dochter aanvankelijk te erkennen. Een bloedtest bewees in 1962 echter de verwantschap. Jan Kerouac ontmoette haar vader, die in 1969 stierf, echter slechts twee keer.
Op haar vijftiende verliet Jan Kerouac de ouderlijke woning. Ze zwierf door de Verenigde Staten en Mexico, baarde op haar zestiende een doodgeboren baby en trouwde en scheidde tweemaal. Ze schreef twee semiautobiografische boeken; Baby Driver (1981) en Trainsong (1988). Terwijl ze rond 1993 werkte aan haar derde boek werd ze getroffen door een nierziekte, waaraan ze in 1996 op 44-jarige leeftijd stierf.
In januari 2009 verscheen een door Gerald Nicosia geschreven biografie over Jan Kerouac, getiteld Jan Kerouac: A Life in Memory.
- Bibsys: 6006692
- Bibliothèque nationale de France: cb11909638c (data)
- CiNii: DA04743426
- Gemeinsame Normdatei: 110445724
- International Standard Name Identifier: 0000 0001 0926 5257
- Library of Congress Control Number: n81059415
- Bibliotheek van het Japanse parlement: 00469482
- Nationale Bibliotheek van Tsjechië: jn19990009633
- Nationale bibliotheek van Australië: 36088139
- Nederlandse Thesaurus van Auteursnamen: 071151877
- LIBRIS: 283286
- SNAC: w6xp79w4
- Système universitaire de documentation: 026948192
- Trove: 1210033
- Virtual International Authority File: 94316561
- WorldCat: E39PBJvCVbFm66wjFp3D6MBkjC